# 德利塔足球俱樂部
德利塔足球俱樂部（FK Drita）是北馬其頓境内的一家足球俱樂部。球隊現在參加馬其頓足球甲級聯賽的賽事。

## 外部連結
- Club info at MacedonianFootball （页面存档备份，存于） （英文）
- Football Federation of Macedonia （页面存档备份，存于） （馬其頓文）